# 霧ヶ峰有料道路
霧ヶ峰有料道路（きりがみねゆうりょうどうろ）は、長野県の白樺湖から車山高原、霧ヶ峰高原、美ヶ原一帯を結ぶ観光道路、また国道142号のバイパス機能などの役割を持った産業道路として、長野県企業局により建設された有料道路（現在は無料）である。蓼科有料道路とともに、ビーナスラインを構成した。道路は、霧ヶ峰線（きりがみねせん）、八島線（やしません）、美ヶ原線（うつくしがはらせん）の三路線からなる。

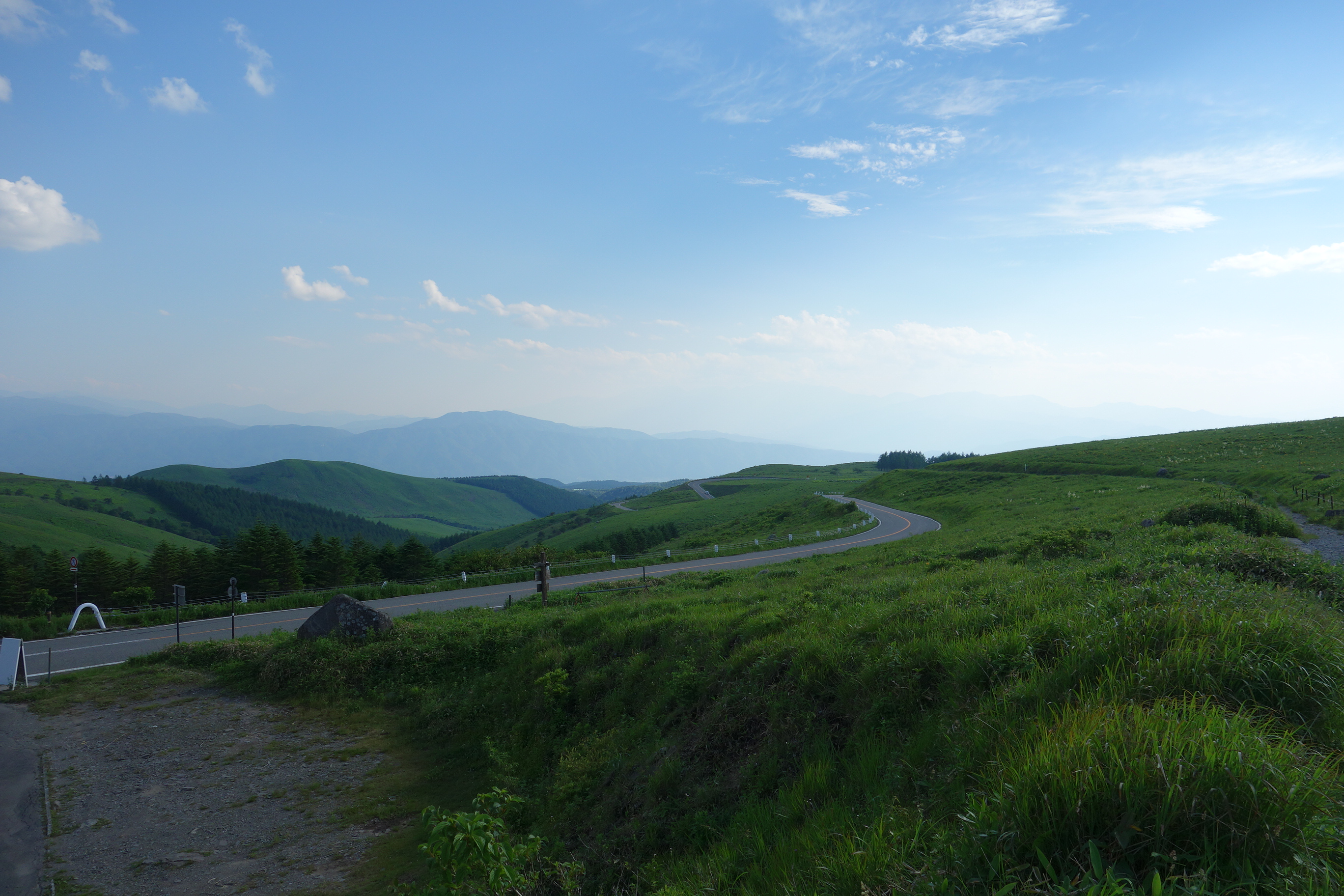
ビーナスライン 霧ヶ峰湿原付近

## 環境問題による建設見直し
霧ヶ峰有料道路の大部分が、八ヶ岳中信高原国定公園の指定申請した地域にあたったため、霧ヶ峰線の車山高原付近や八島線で希少植物が自生する八島湿原などを通ざるを得ない区間があった。これに関しては、地元自治体などからの陳情で、当初の湿原を通るルートから、湿原を迂回するようなどに変更された。しかし、霧ヶ峰線・八島線開通後の大量の観光客や車の入り込み、建設工法の荒さ、投棄ごみの増大により、予想以上に環境破壊が進んでいるとして、着工し始めた美ヶ原線への反対運動が起こった。
これに対し、当時の大石武一環境庁長官が現地を視察し、「この地域（美ヶ原高原）一帯は、1950年から60年に入植されて生まれた人工林地帯ないしは牧草地であり、車道計画そのものを中止する必要はなく、一部地域にある原始林ないし天然林を保護しうるような計画に変更しさえすればよいのではないか」という結論を出した。長野県はこれをふまえ再検討した結果、「扉峠～美ヶ原台上の一部ルート変更」「美ヶ原台地上の美ヶ原（高原美術館）～王ヶ頭の車道計画の中止」と計画を変更した上で開通させた。

## 概要
- 起点 長野県茅野市北山
- 終点 長野県上田市武石上本入美ヶ原高原
- 全長
  - 霧ヶ峰線 11.7km
  - 八島線 9.5km
  - 美ヶ原線 18.7km
- 幅員
  - 霧ヶ峰線 5.5m
  - 八島線 6.0m
  - 美ヶ原線 6.0m
- 適用法律 道路整備特別措置法
- 建設事業費
  - 霧ヶ峰線 8億円
  - 八島線 12億円
  - 美ヶ原線 39億7000万円

## 沿革
- 1966年6月 長野県議会、霧ヶ峰線建設了承
- 1966年7月 諏訪市、茅野市からルート変更陳情が出され、車山南回りルートへ変更
- 1966年10月4日 長野県企業局により霧ヶ峰線建設開始
- 1967年7月25日 霧ヶ峰線一部供用開始
- 1968年2月 県議会、八島線建設了承
- 1968年7月 八島線ルート変更陳情が出され、八島湿原南回りルートへ変更
- 1968年7月21日 霧ヶ峰線全線供用開始[1]
- 1968年9月 八島線一部建設開始
- 1969年4月 八島線建設開始
- 1970年3月 県議会、美ヶ原線建設了承
- 1970年8月20日 八島線一部供用開始
- 1970年11月6日 八島線全線供用開始[1]
- 1970年12月 美ヶ原線一部建設開始
- 1971年6月 松本・諏訪地方の自然保護運動推進者から美ヶ原線建設中止運動起こる
- 1971年10月 環境庁長官による現地視察行われる
- 1977年10月 美ヶ原線扉峠～美ヶ原台上建設開始
- 1981年4月1日 美ヶ原線全線供用開始
- 2002年2月22日 霧ヶ峰線・八島線無料開放
- 2002年4月20日 美ヶ原線無料開放

## 通行料金（1990年5月当時）
- 大門～霧ヶ峰 軽自動車620円・普通車870円・二輪車620円・大型車1340円・特大車3090円・原付50円
- 霧ヶ峰～和田峠 軽自動車470円・普通車670円・二輪車470円・大型車1030円・特大車2370円・原付50円
- 和田峠～扉峠 軽自動車410円・普通車620円・二輪車410円・大型車930円・特大車2160円・原付50円
- 扉峠～落合 軽自動車260円・普通車360円・二輪車260円・大型車510円・特大車1240円・原付50円
- 落合～美ヶ原 軽自動車200円・普通車360円・二輪車200円・大型車520円・特大車1230円・原付50円

## 現在構成している路線
- 長野県道194号霧ヶ峰東餅屋線
- 長野県道460号美ヶ原公園東餅屋線